# Aleksandr Vlasov (wielrenner)
Aleksandr Vlasov (Vyborg, 23 april 1996) is een Russisch wielrenner die in 2018 prof werd bij Gazprom-RusVelo. Anno 2023 komt hij uit voor BORA-hansgrohe.

## Carrière
Als junior won Vlasov zijn eerste koers in 2014, hij won een etappe en eindigde eerste in het eindklassement van de GP Général Patton. Als belofte won hij de jaren erna een heel aantal Italiaanse koersen bij het Italiaanse team Viris Maserati-Sisal Matchpoint. Het hoogtepunt van zijn beloftecarrière was de eindoverwinning in de Ronde van Italië voor beloften in 2018. Dat jaar werd hij eveneens Russisch beloftekampioen op de weg. Hij reed toen voor het Russische team Gazprom-RusVelo. 
Een jaar werd hij ook nationaal kampioen bij de elite, en won daarnaast de zesde etappe in de Ronde van Oostenrijk en het bergklassement in de Ronde van Slovenië. De jaren erna, bij Astana-Premier Tech en BORA-hansgrohe, toonde hij zich vooral als klassementsrenner en tijdrijder, door een aantal jongerenklassementen binnen te slepen, vierde te worden in de Ronde van Italië en te winnen in de Ronde van Valencia. Ook in heuvelachtige eendagskoersen toonde hij zich, zo werd hij derde in de Ronde van Lombardije, de Waalse Pijl en de GP Miguel Indurain en won hij de Ronde van Emilia.

## Overwinningen
2014
2e etappe GP Général Patton
Eindklassement GP Général Patton
2016
Trofeo San Serafino
2017
Gran Premio Ciclistico Arcade
Piccolo Giro dell'Emilia
2018
2e etappe Toscana-Terra di Ciclismo
Bergklassement Toscana-Terra di Ciclismo
 Russisch kampioen op de weg, Beloften
Eindklassement Girobio
2019
Bergklassement Ronde van Slovenië
 Russisch kampioen op de weg, Elite
6e etappe Ronde van Oostenrijk
2020
2e etappe Ronde van de Provence
Jongerenklassement Ronde van de Provence
Mont Ventoux Dénivelé Challenge
Ronde van Emilia
Jongerenklassement Tirreno-Adriatico
2021
Jongerenklassement Parijs-Nice
 Russisch kampioen tijdrijden, Elite
2022
3e etappe Ronde van Valencia
Eindklassement Ronde van Valencia
5e etappe (ITT) Ronde van Romandië
Eindklassement Ronde van Romandië
5e etappe Ronde van Zwitserland
2024
7e etappe Parijs-Nice
2025
Bergklassement Ronde van Zwitserland

## Resultaten in voornaamste wedstrijden
| Jaar | Ronde van Italië | Ronde van Frankrijk | Ronde van Spanje |
| ---- | ---------------- | ------------------- | ---------------- |
| 2015 |                  |                     |                  |
| 2016 |                  |                     |                  |
| 2017 |                  |                     |                  |
| 2018 |                  |                     |                  |
| 2019 |                  |                     |                  |
| 2020 | opgave           |                     | 11e              |
| 2021 | 4e               |                     | opgave           |
| 2022 |                  | 5e                  |                  |
| 2023 | opgave           |                     | 7e               |
| 2024 |                  | opgave              | 18e              |
| 2025 |                  | 27e                 |                  |

| Jaar | Milaan-San Remo | Luik-Bast.‑Luik | Ronde van Lombardije | Waalse Pijl | Ronde van Emilia | Clásica San Sebastián |  | WK op de weg |  | Wereldranglijsten |
| ---- | --------------- | --------------- | -------------------- | ----------- | ---------------- | --------------------- |  | ------------ |  | ----------------- |
| 2015 |                 |                 |                      |             |                  |                       |  |              |  | 1398e (UWR)       |
| 2016 |                 |                 |                      |             |                  |                       |  |              |  | 2065e (UWR)       |
| 2017 |                 |                 |                      |             |                  |                       |  |              |  | 1779e (UWR)       |
| 2018 | 101e            |                 |                      |             |                  |                       |  |              |  | 366e (UWR)        |
| 2019 |                 |                 | 107e                 |             | 35e              |                       |  | opgave       |  | 108e (UWR)        |
| 2020 |                 |                 | ↑                    |             | ↑                |                       |  |              |  | 12e (UWR)         |
| 2021 |                 |                 | 39e                  |             | 36e              |                       |  |              |  | 35e (UWR)         |
| 2022 |                 | 14e             | 18e                  | ↑           | 24e              |                       |  |              |  | 5e (UWR)          |
| 2023 |                 | 46e             | 4e                   |             |                  | ↑                     |  |              |  |                   |
| 2024 |                 | 20e             | 45e                  | opgave      |                  |                       |  | 32e          |  |                   |
| 2025 |                 |                 |                      |             |                  |                       |  |              |  |                   |

## Ploegen
- 2015 –  Viris Maserati-Sisal Matchpoint
- 2016 –  Viris Maserati-Sisal Matchpoint
- 2017 –  Viris Maserati-Sisal Matchpoint
- 2018 –  Gazprom-RusVelo
- 2019 –  Gazprom-RusVelo
- 2020 –  Astana Pro Team
- 2021 –  Astana-Premier Tech
- 2022 –  BORA-hansgrohe
- 2023 –  BORA-hansgrohe
- 2024 –  BORA-hansgrohe
- 2025 –  Red Bull-BORA-hansgrohe

Arslanov · Bojev · Firsanov · Foliforov · Kobernjak · Koerjanov · Kozontsjoek · Lagoetin · Majkin · Nytsj · Porsev · Rovny · Rybalkin · Sjaloenov · Sjilov · Troesov · Tsjerkasov · Vlasov · Koelikov (stagiair) · Koelikovski (stagiair) · Nekrasov (stagiair)
Arslanov · Bojev · Jevtoesjenko · Kobernjak · Koelikov · Koelikovski · Koerbatov · Koerjanov · Nekrasov · Nytsj · Porsev · Rikoenov · Rovny · Rybalkin · Sjaloenov · Sjilov · Stasj · Tsjerkasov · Vlasov · Vorobjov · Landi (stagiair) · Popov (stagiair) · Vitoerin (stagiair)
Aranburu · Bïjigitov · Boaro · Bohórquez · Contreras · De Vreese · Felline · Fominykh · Fraile · Fuglsang · Gïdïç · Gregaard · Groezdev · Houle · G. Izagirre · J. Izagirre · Kudus · Loetsenko · López · Martinelli · Natarov · Pronskïÿ · Rodríguez · Sánchez · Stalnov · Tejada · Vlasov · Zacharov
Aranburu · Battistella · Boaro · Broesenski · Contreras · de Bod · Fjodorov · Felline · Fraile · Fuglsang · Gïdïç · Gregaard · Groezdev · Houle · G. Izagirre · J. Izagirre · Kudus · Loetsenko · Martinelli · Natarov · Perry · Piccolo tot 31 mei · Pronskïÿ · Rodríguez · Romo · Sánchez · Sobrero · Stalnov · Tejada · Vlasov · Zacharov
Aleotti · Archbold · Benedetti · Bennett · Buchmann · Fabbro · Gamper · Großschartner · Haller · Higuita · Hindley · Kämna · Kelderman · Koch · Konrad · Laas · Lührs · Meeus · Mullen · Palzer · Politt · Pöstlberger · Schachmann · Schelling · Uijtdebroeks · van Poppel · Vlasov · Walls · Wandahl · Zwiehoff · Lipowitz (stagiair)
Aleotti · Archbold · Benedetti · Bennett · Buchmann · Denz · Fabbro · Gamper · Haller · Higuita · Hindley · Jungels · Kämna · Koch · Konrad · Koretzky · Lipowitz · Lührs · Meeus · Mullen · Palzer · Politt · Schachmann · Schelling · Uijtdebroeks · van Poppel · Vlasov · Walls · Wandahl · Zwiehoff
Adrià · Aleotti · Benedetti (tot 18/8) · Buchmann · Denz · Gamper · Hajek · Haller · Herzog · Higuita · Hindley · Jungels · Kämna · Koch · Lipowitz · Lührs · Maciejuk · Martínez · Meeus · Mullen · Palzer · Roglič · Schachmann · Sobrero · van Poppel · Vlasov · Wandahl · Welsford · Zwiehoff